# José Carlos Somoza
José Carlos Somoza (n. 13 noiembrie 1959, Havana, Cuba) este un scriitor spaniol. În 1960, la scurt timp după nașterea sa, părinții săi emigrează din Cuba comunistă în Spania, din motive politice. Viitorul scriitor va locui la Madrid și la Cordoba, unde studiază medicina, obținând specializarea în psihiatrie. În 1994 decide să renunțe la cariera medicală, dedicându-se exclusiv scrisului. Se dovedește a fi o alegere inspirată, creațiile sale literare fiind recompensate cu numeroase premii, atât în Spania cât și în străinătate. A fost tradus și publicat în treizeci de țări. Unele din romanele sale au fost publicate în traducere și în limba română.

## Romane publicate
- Planos 1994
- Silencio de Blanca 1996
- Miguel Will 1997
- Cartas de un asesino insignificante 1999
- La ventana pintada 1999
- La caverna de las ideas 2000 (apărut în traducere în limba română, sub titlul Peștera ideilor[11])
- Dafne desvanecida 2000
- Clara y la penumbra 2001 (apărut în traducere în limba română, sub titlul Clara și penumbra[11])
- La dama número trece 2003
- La caja de marfil 2004
- El detalle (tres novelas breves) 2005
- Zig Zag 2006 (apărut în traducere în limba română, sub titlul Zigzag[11])
- La llave del abismo 2007